# 天主教米亞里納里武教區
天主教米亞里納里武教區（拉丁語：Dioecesis Miarinarivensis）是馬達加斯加一個羅馬天主教教區，屬安塔那那利佛總教區。
1933年12月13日設自治監督區，1939年8月25日升為宗座代牧區。1955年9月14日升為教區。
2004年有教友192,035人（佔轄區總人口48.4%）、十六個堂區、卅六名司鐸。現任教區主教為讓·克勞德·蘭德里亞納里蘇瓦。